# Michael Toshiyuki Uno
Michael Toshiyuki Uno est un réalisateur et un acteur américain.

## Biographie
Michael Toshiyuki Uno a réalisé des films pour la télévision, dont Blind Spot (1995), avec Joanne Woodward et Laura Linney, dans lequel est abordé le problème de l'accoutumance à la drogue), ainsi que des séries télévisées.
En 2016, il joue dans le film de science-fiction Paradox  au côté de Thomas Blankenship.